# 법치학
법치학은 형사 사법 맥락에서 치과 증거의 취급, 검사 및 평가를 포함한다. 법치학은 형사법과 민법 모두에서 사용된다. 법의학 치과의사는 특히 식별 정보가 부족하거나 존재하지 않는 경우(예: 피해자의 치과 기록을 참조하여 화상 피해자를 식별하는 경우) 수사 기관이 인간 유해를 식별하는 데 도움을 준다. 법의학 치과 의사는 또한 미확인 인간의 연령, 인종, 직업, 이전 치과 병력 및 사회 경제적 지위를 결정하는 데 도움을 요청받을 수 있다.
법의학 치과의사는 방사선 사진, 사후 및 사후 사진, DNA 분석을 사용하여 결정을 내릴 수 있다. 분석할 수 있는 또 다른 유형의 증거는 피해자(공격자), 가해자(공격 피해자) 또는 범죄 현장에서 발견된 물건에 남긴 물린 자국 등이다. 그러나 법치학에서 이 후자의 적용은 물린 자국이 긍정적인 식별을 위한 충분한 세부 사항을 입증할 수 있다는 과학적 연구나 증거가 입증되지 않았고 전문가들이 동일한 물린 자국 증거에 대한 평가에서 광범위하게 다른 수많은 사례로 인해 매우 논란의 여지가 있는 것으로 입증되었다.
바이트 마크 분석(Bite mark analysis)은 NIST(National Institute of Standards and Technology), NAS(National Academy of Sciences), PCAST(President's Council of Advisors on Science and Technology), 텍사스 포렌식 사이언스(Texas Forensic Science)와 같은 여러 과학 기관에서 비난을 받았다.